# Halsband-Wehrvogel

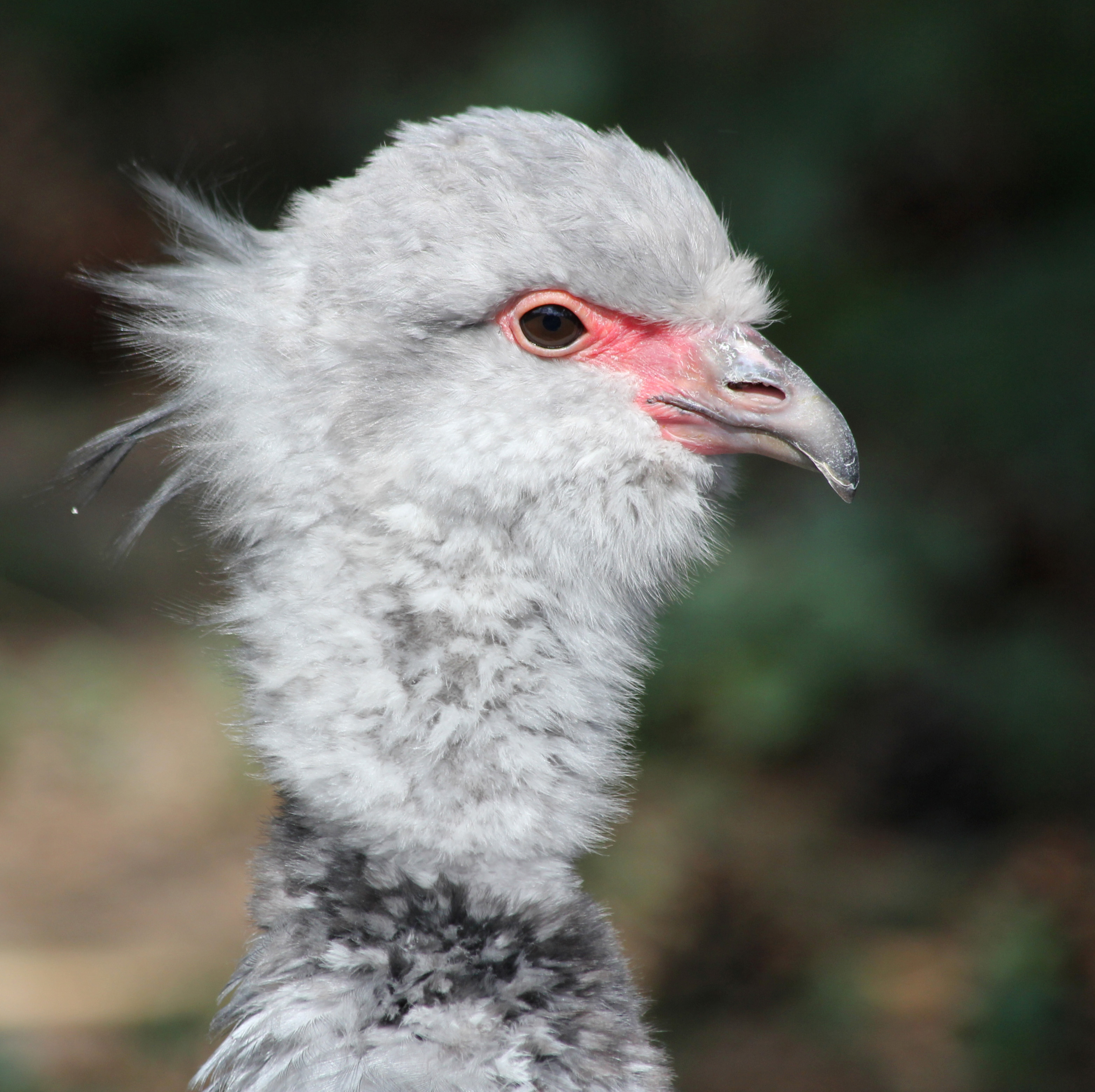
Kopf eines Halsband-Wehrvogels

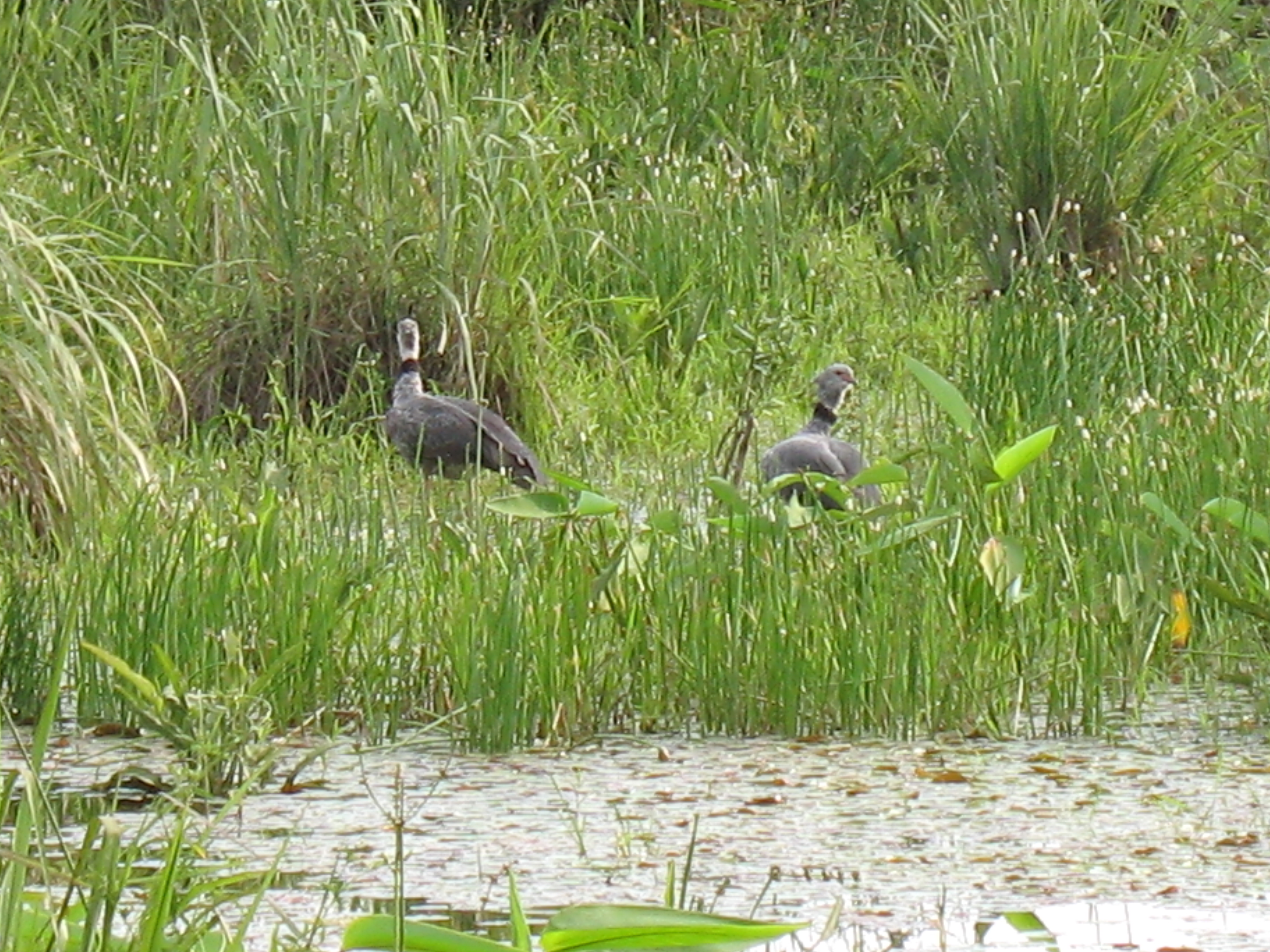
Halsband-Wehrvögel in freier Wildbahn im Pantanal, Brasilien

Der Halsband-Wehrvogel (Chauna torquata), auch Tschaja genannt, ist eine Art aus der Familie der Wehrvögel, die zu den nächsten Verwandten der Entenvögel zählen.

## Merkmale
Der Halsband-Wehrvogel ist ein großer, hühnerartig wirkender Vogel mit ziemlich hohen Beinen. Zu der Ähnlichkeit mit Hühnervögeln trägt vor allem der Kopf bei, der in einem leicht gebogenen, aber an einen Hühnerschnabel erinnernden Schnabel endet, wie er häufig bei dieser Familie zu finden ist. Zwischen seinen langen Zehen befinden sich nur andeutungsweise Schwimmhäute; aufgrund der Ähnlichkeiten beim Muskelsystem und beim Knochenbau wird diese Art ebenso wie die des Hornwehrvogels in die Nähe der Entenvögel eingeordnet.
Das Gefieder des Halsband-Wehrvogels zeigt braune, graue und schwarze Töne. Namensgebend ist der schwarze Ring am Hals, der durch ein schmales weißes Band abgesetzt ist. 
Ein scharfer Sporn am Flügelbug, der an den Urvogel Archaeopteryx erinnert, wird geschickt zur Verteidigung eingesetzt.

## Vorkommen
Der Halsband-Wehrvogel ist in Bolivien, Peru, Argentinien, Paraguay, Brasilien und Uruguay beheimatet. Er lebt bevorzugt in wasserreichen Grasländereien sowie an Waldseen und in Sümpfen.

## Fortpflanzung
Das große Nest wird nahe am Flachwasser aus Pflanzenmaterial gebaut. Im Alter von 60 bis 75 Tagen werden die Jungvögel flugfähig.

## Etymologie und Forschungsgeschichte
Die Erstbeschreibung des Halsband-Wehrvogels erfolgte 1816 durch Lorenz Oken unter dem wissenschaftlichen Namen Chaja torquata. Als Verbreitungsgebiet gab er Paraguay an, dass damals noch Teil des Vizekönigreich Río de la Plata war. 1811 führte Johann Karl Wilhelm Illiger die für die Wissenschaft neue Gattung Chauna für den Weißwangen-Wehrvogel (Chauna chavaria (Linnaeus, 1766)) ein. Der Begriff leitet sich von χαυνος khaunos für schwammig, porös ab. Der Artname torquata hat seinen Ursprung in lateinisch torquatus, torques, torquere ‚kragig, Kragen, drehen‘. Laut Alfred Laubmann wurden zwei Bälge während der „2. Gran-Chaco-Expedition“ bei Puerto Casado gesammelt. Insgesamt sah er die Art als weitverbreitet an.